# 肇陈镇
肇陈镇，是中华人民共和国江西省九江市瑞昌市下辖的一个乡镇级行政单位。

## 行政区划
肇陈镇下辖以下地区：
肇祥社区、华坊村、八门村、建坪村、大禾塘村、大林村和万泉村。